# Ороз, Алоис
Алоис Доминик Ороз (хорв. Alois Dominik Oroz; род. 29 октября 2000, Вена) — хорватский футболист, защитник.

## Клубная карьера
Ороз — воспитанник клубов «Винер Шпорт-Клуб», «Аустрия» и «Фёрст». В 2017 году он дебютировал за основной состав последних. В 2018 года Ороз перешёл в «Ред Булл Зальцбург», где для получения игровой практики начал выступать за дублирующий состав. 22 февраля 2019 года в матче против «Хорна» он дебютировал во Второй Бундеслиге Австрии. В начале 2021 года Ороз перешёл в нидерландский «Витесс». 12 января в матче против «Утрехта» он дебютировал в Эредивизи. 22 января 2022 года в поединке против «Гронингена» Алоис забил свой первый гол за «Витесс».
Летом 2022 года Ороз был арендован «Штурмом». 13 августа в матче против «Райндорф Альтах» он дебютировал в австрийской Бундеслиге.
24 августа 2024 года в статусе свободного агента перешёл в «Крылья Советов», подписав с российским клубом контракт на три года. Дебютировал 19 сентября 2024 года в матче Кубка России против московского «Спартака». Дебютный гол забил 23 сентября 2024 в матче против грозненского «Ахмата».